# Florian Pfaff

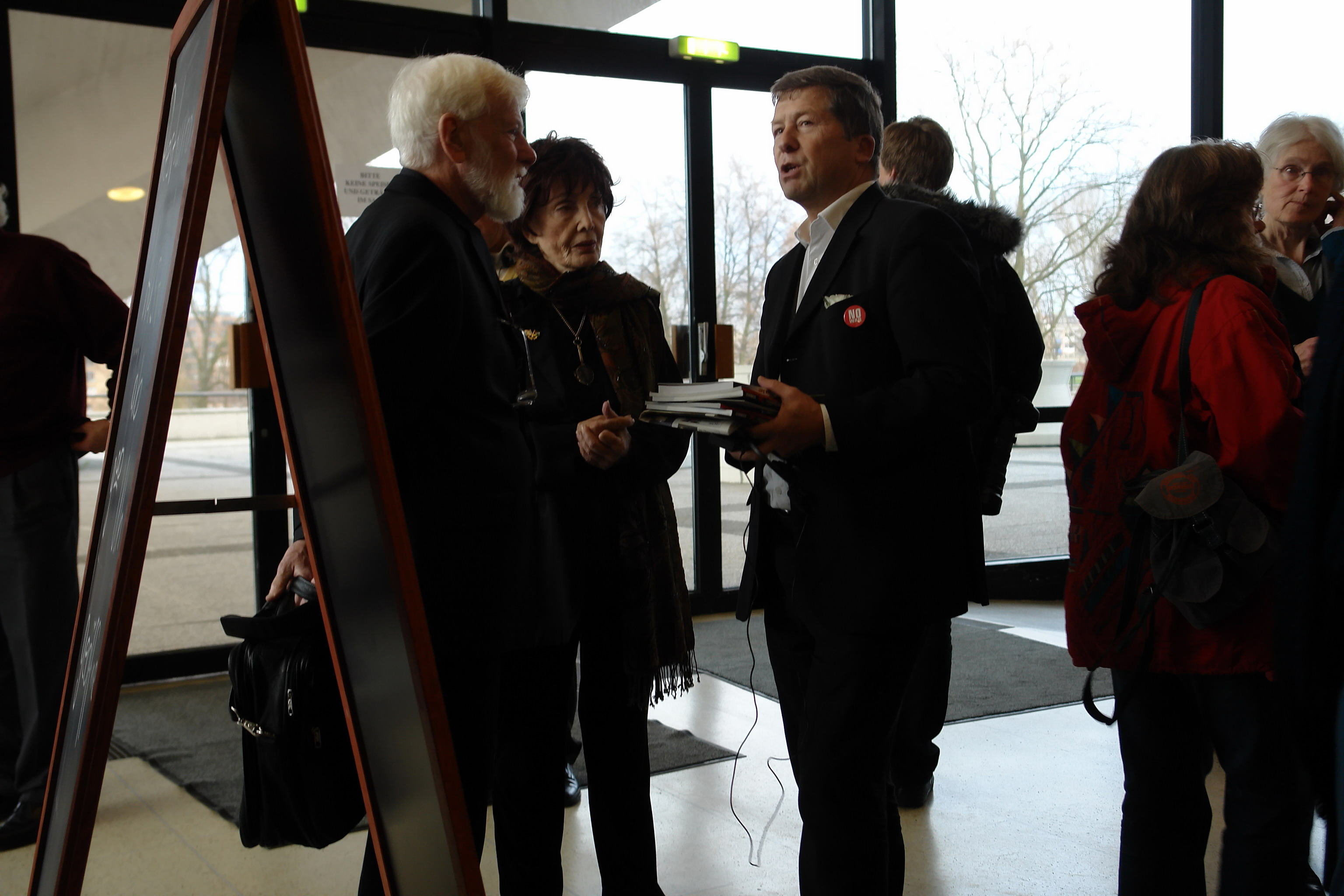
Florian Pfaff (rechts) mit Uri und Rachel Avnery.

Florian D. Pfaff (* 1957 in München) ist ein ehemaliger Major der Bundeswehr, der durch eine Befehlsverweigerung und den nachfolgenden Prozess bekannt wurde.

## Leben
Pfaff kam 1976 als Wehrpflichtiger zur Bundeswehr, wurde Zeitsoldat und schlug die Offizierslaufbahn ein. Zwischen 1978 und 1981 studierte er Pädagogik an der Universität der Bundeswehr München in Neubiberg mit Hauptinteressengebiet Lerntheorien. In seiner Diplomarbeit befasste er sich mit dem Thema „Lernen auf Maschinen“. Später wurde Pfaff Berufssoldat.
Am 20. März 2003 verweigerte er einen Befehl. Eine Mitwirkung an dem Irakkrieg sah er, damals Angehöriger des Streitkräfteamtes, durch seine Mitarbeit im Bundeswehr-Softwareprojekt SASPF als gegeben an. Nach einer einwöchigen (am 20. März 2003 angeordneten) psychiatrischen Untersuchung, bei der sich kein krankhafter Befund ergab, befahlen ihm seine Vorgesetzten, die Prüfung zu unterlassen, ob er an Verbrechen mitwirke. Diesem widersetzte er sich. Letztlich blieb auch der Versuch, ihn fristlos zu entlassen, erfolglos. Am 21. Juni 2005 sah sich Florian Pfaff durch das Bundesverwaltungsgericht (BVerwG) rehabilitiert. Die zuvor vom Truppendienstgericht Nord in Münster ausgesprochene, jedoch nie rechtswirksame Dienstgradherabsetzung wurde aufgehoben. Die Staatsanwaltschaft stellte das Ermittlungsverfahren (wegen Gehorsamsverweigerung und Ungehorsams) gegen ihn ein.
Im Mai 2013 wurde Pfaff in den Ruhestand versetzt; seine vorherige Klage auf Beförderung – er wurde als Major seit 2003 nicht mehr befördert – wurde wegen Unbegründetheit vom Bayerischen Verwaltungsgericht München im Februar 2013 abgewiesen.
Pfaff ist seit 2019 Sprecher des Arbeitskreises Darmstädter Signal.
Nachdem Pfaff als Hauptredner bei der Abschlusskundgebung des Oldenburger Ostermarsches 2022 vor dem Hintergrund des russischen Überfalles auf die Ukraine die NATO als  „Verbrecherbündnis“ bezeichnete, distanzierten sich die Veranstalter von der Aussage.

## Auszeichnungen
- 2006: Nominierung für den taz-Panter;[5]
- 2006 (zusammen mit Bernhard Docke): Carl-von-Ossietzky-Medaille der Internationale Liga für Menschenrechte;[6]
- 2007: AMOS-Preis für Zivilcourage in Kirche und Gesellschaft der Offenen Kirche;[7]
- 2008: World Citizen Award  2008;[8]